# رانديب سينغ
رانديب سينغ (بالإنجليزية: Randeep Singh)‏ هو لاعب كرة قدم هندي في مركز الوسط، ولد في 16 نوفمبر 1990 في كرداسفور ‏ في الهند. شارك مع منتخب الهند تحت 17 سنة لكرة القدم. أما مع النوادي، فقد لعب مع نادي سالغاوكار.

## وصلات خارجية
- رانديب سينغ على موقع قاعدة بيانات كرة القدم.إي يو (الإنجليزية)
- رانديب سينغ على موقع Soccerway.com (الإنجليزية)